# H.L. Hunley
H.L. Hunley var en ubåd lavet i sydstaterne under den amerikanske borgerkrig. Den var den første undervandsbåd som klarede at sænke et krigsskib, selv om den gik tabt lige efter eller under angrebet.
Hunley blev opfundet og finansieret af Horace Lawson Hunley. Den skulle drives frem med håndkraft af et mandskab på 8. Syv mand skulle dreje propellen og en mand styre. 
Et par uger efter at båden kom til Charleston blev den konfiskeret af Sydstaternes marine. 

## Ulykker
- 29. august 1863 – Fem ud af mandskabets otte mand drukner under et træningsdyk, efter ved et uheld kom til at neddykke ubåden.
- 15. oktober 1863 – Hunley kommer ikke op igen til overfladen under et træningsdyk, hele mandskabet dør, deriblandt opfinderen Horace Lawson Hunley selv.

## Selve angrebet
17. februar 1864 blev ubåden sendt ud på sit første og sidste opgave, at sænke nordstatskrigsskibet USS Housatonic, som deltog i blokaden af Charleston. Hunley var armeret med en såkaldt stangtorpedo; en krudtladning monteret på en lang stang foran båden. Denne ladning havde en spis med modhager på, som skulle sætte sig fast i skroget på USS Housatonic. Når Hunley så havde bakket, ville et tov som forbandt minen med ubåden blive strammet, og krudtladningen udløses. Hunley klarede at sætte torpedoen fast i siden på Housatonic, torpedoen sprang idet Hunley trak sig tilbage. Housatonic sank i løbet af 5 minutter. 
Hunley sank også, dog først efter at have signaleret til land at angrebet var gennemført. Det er uvist hvorfor Hunley sank, men det er muligt at den blev så stærkt skadet under eksplosionen at den senere sank, idet den dykkede ned for at gå ind til land. En stangtorpedo kunne være mindst lige farlig for angriberen som offeret. Tovet som blev brugt til at udløse torpedoen kunne ikke være særlig langt – i så fald havde der været fare for at tovet viklet sig ind i propellen. Fundet af det, som kan være gamle batterier og kobberledninger i vraget af Hunley, kan derimod tyde på at torpedoen blev detoneret elektrisk – men uanset hvad, så sank Hunley før den nåede land.
Det har vist sig, at et af besætningsmedlemmerne kom fra Danmark: Johan Frederik Carlsen, født den 9. april 1841 i Ærøskøbing. Johan Frederik Carlsen sad som nr. 4 af de 7 der roede båden. Altså i midten. Der var 8 i alt i båden, den 8 var styrmand Man mener efter forsøg, at eksplosionen trykpåvirkning gav lunge trauma og slog besætningen bevidstløs og dermed ihjel.

## Vraget
Vraget af Hunley blev enten fundet i 1995 af forfatteren Clive Cussler og organisasion National Underwater and Marine Agency (NUMA) eller af undervandsarkæologen E. Lee Spence i 1970. Cussler har beskrevet eftersøgningen og fundet i bogen The Sea Hunters'.